# Xystrota fumata
Xystrota fumata là một loài bướm đêm trong họ Geometridae.